# 21. etape af Tour de France 2011
| Profil for 21. etape       |                            |             |
| Stillingen efter 21. etape |                            |             |
| Placering                  | Rytter / hold              | Tid / point |
| Etapevinder                | Mark Cavendish (THR)       | 2:27.02     |
| 2. plads                   | Edvald Boasson Hagen (SKY) | + 0.00      |
| 3. plads                   | André Greipel (OLO)        | + 0.00      |
| 4. plads                   | Tyler Farrar (GRM)         | + 0.00      |
| 5. plads                   | Fabian Cancellara (LEO)    | + 0.00      |
| 69. plads                  | Jakob Fuglsang (LEO)       | + 0.00      |
| 121. plads                 | Brian Vandborg (SBS)       | + 0.00      |
| 123. plads                 | Chris Anker Sørensen (SBS) | + 0.00      |
| 138. plads                 | Nicki Sørensen (SBS)       | + 0.00      |
| 167. plads                 | Lars Bak (THR)             | + 1.43      |
| Gule trøje                 | Cadel Evans (BMC)          | 86:12.22    |
| 2. plads                   | Andy Schleck (LEO)         | + 1.34      |
| 3. plads                   | Fränk Schleck (LEO)        | + 2.30      |
| 4. plads                   | Thomas Voeckler (EUC)      | + 3.20      |
| 5. plads                   | Alberto Contador (SBS)     | + 3.57      |
| Grønne trøje               | Mark Cavendish (THR)       | 334 p.      |
| 2. plads                   | José Joaquín Rojas (MOV)   | 272 p.      |
| 3. plads                   | Philippe Gilbert (OLO)     | 236 p.      |
| Bjergtrøje                 | Samuel Sánchez (EUS)       | 108 p.      |
| 2. plads                   | Andy Schleck (LEO)         | 98 p.       |
| 3. plads                   | Jelle Vanendert (OLO)      | 74 p.       |
| Ungdomstrøje               | Pierre Rolland (EUC)       | 86:23.05    |
| 2. plads                   | Rein Taaramäe (COF)        | + 0.46      |
| 3. plads                   | Jérôme Coppel (SAU)        | + 7.53      |
| Holdkonkurrence            | Garmin-Cervélo             | 258:18.49   |
| 2. plads                   | Team Leopard-Trek          | + 11.04     |
| 3. plads                   | Ag2r-La Mondiale           | + 11.20     |

Enogtyvende etape af Tour de France 2011 var den sidste, og var en 95 km lang flad etape. Den blev kørt søndag den 24. juli fra Créteil til Champs-Élysées i Paris.
Før etapen blev der holdt et minuts stilhed på grund af terrorangrebene i Norge 22. juli.
Mark Cavendish vandt foran Edvald Boasson Hagen. Det var Cavendishs tredje sejr i træk på afslutningsetapen på Champs-Élysées, hans femte i 2011-udgaven af Tour de France, og hans 20. etapesejr totalt.
- Etape: 21. etape
- Dato: 24. juli
- Længde: 95 km
- Gennemsnitshastighed: 38,7 km/t

## Pointspurter

### Pointspurt (Paris)
Efter 59.5 km
| 1. plads  | Kristjan Koren       | Liquigas-Cannondale | 20 point |
| 2. plads  | Jérémy Roy           | FDJ                 | 17 point |
| 3. plads  | Sérgio Paulinho      | Team RadioShack     | 15 point |
| 4. plads  | Lars Bak             | HTC-Highroad        | 13 point |
| 5. plads  | Christophe Riblon    | Ag2r-La Mondiale    | 11 point |
| 6. plads  | Ben Swift            | Team Sky            | 10 point |
| 7. plads  | Mark Cavendish       | HTC-Highroad        | 9 point  |
| 8. plads  | Matthew Goss         | HTC-Highroad        | 8 point  |
| 9. plads  | José Joaquín Rojas   | Movistar Team       | 7 point  |
| 10. plads | Philippe Gilbert     | Omega Pharma-Lotto  | 6 point  |
| 11. plads | Mark Renshaw         | HTC-Highroad        | 5 point  |
| 12. plads | Bernhard Eisel       | HTC-Highroad        | 4 point  |
| 13. plads | Thomas De Gendt      | Vacansoleil-DCM     | 3 point  |
| 14. plads | Ramūnas Navardauskas | Garmin-Cervélo      | 2 point  |
| 15. plads | Tony Martin          | HTC-Highroad        | 1 point  |

## Resultatliste
|    | Navn                 | Land           | Hold                | Tid     |
| -- | -------------------- | -------------- | ------------------- | ------- |
| 1  | Mark Cavendish       | Storbritannien | HTC-Highroad        | 2:27.02 |
| 2  | Edvald Boasson Hagen | Norge          | Team Sky            | + 0.00  |
| 3  | André Greipel        | Tyskland       | Omega Pharma-Lotto  | + 0.00  |
| 4  | Tyler Farrar         | USA            | Garmin-Cervélo      | + 0.00  |
| 5  | Fabian Cancellara    | Schweiz        | Team Leopard-Trek   | + 0.00  |
| 6  | Daniel Oss           | Italien        | Liquigas-Cannondale | + 0.00  |
| 7  | Borut Božič          | Slovenien      | Vacansoleil-DCM     | + 0.00  |
| 8  | Tomas Vaitkus        | Litauen        | Astana Pro Team     | + 0.00  |
| 9  | Gerald Ciolek        | Tyskland       | Quick Step          | + 0.00  |
| 10 | Jimmy Engoulvent     | Frankrig       | Saur-Sojasun        | + 0.00  |
| 11 | Sébastien Hinault    | Frankrig       | Ag2r-La Mondiale    | + 0.00  |
| 12 | Grega Bole           | Slovenien      | Lampre-ISD          | + 0.00  |
| 13 | Mark Renshaw         | Australien     | HTC-Highroad        | + 0.00  |
| 14 | Juan Antonio Flecha  | Spanien        | Team Sky            | + 0.00  |
| 15 | Francisco Ventoso    | Spanien        | Movistar Team       | + 0.00  |

## Ekstern henvisning
- Etapeside Arkiveret 12. juli 2011 hos  Wayback Machine på Letour.fr Arkiveret 28. februar 2011 hos  Wayback Machine (fransk) (engelsk) (tysk) (spansk)